# Вевено (река)
Вевено је река у Јужном Судану у вилајетима Источна Екваторија и Џонглеј. Извире на планинском венцу Иматонг, тачније испод планине Ачоли, на око 1.000 метара надморске висине. Тече у правцу југ-север и југозапад-североисток кроз мочвару Вевено. Југозападно од града Пибор Пост улива се у реку Лотила, притоку Пибора.